# 順天堂藥廠
順天堂藥廠股份有限公司（英語：Sun Ten Pharmaceutical Co., Ltd.，簡稱：順天堂藥廠），是台灣專門以生產科學中藥為導向的企業集團。

## 沿革
1946年，於台北市羅斯福路創立，由許鴻源（1917年~1991年）博士從日本引進「科學中藥」的觀念，進而在台灣發展科學濃縮中藥。其所生產中藥分為單方與複方。藥劑類型有：散劑、湯劑、錠劑、丸劑。
1993年，順天堂位於台北市中正區羅斯福路二段的總部大樓落成啟用，總部地址為台北市中正區羅斯褔路二段11號3樓。2013年4月15日，順天堂總部從台北市中正區羅斯福路二段11號3樓遷至新北市新店區北新路三段207號3樓（台北矽谷）。

## 外部連結
- 順天堂集團 （页面存档备份，存于）
- 順天堂藥廠 （页面存档备份，存于）
- 順天本草 （页面存档备份，存于）
- 台灣公司資料 （页面存档备份，存于）
- 順天堂 漢方保健首選品牌的Facebook專頁
- 順勢天然 本草養生的Facebook專頁
- YouTube上的Sun Ten 順天堂藥廠頻道